# Comales
Comales är en ort i Mexiko.   Den ligger i kommunen Camargo och delstaten Tamaulipas, i den centrala delen av landet, 700 km norr om huvudstaden Mexico City. Comales ligger 86 meter över havet och antalet invånare är 2 429.
Terrängen runt Comales är platt. Runt Comales är det glesbefolkat, med 18 invånare per kvadratkilometer. Trakten runt Comales består i huvudsak av gräsmarker.